# Tamme (Võru)
Tamme (Võro: Tammõ) is een plaats in de Estlandse gemeente Võru vald, provincie Võrumaa. De plaats heeft de status van dorp (Estisch: küla).
De plaats lag tot in oktober 2017 in de gemeente Orava. In die maand ging deze gemeente op in de gemeente Võru vald. Daarmee ging de gemeente meteen over van de provincie Põlvamaa naar de gemeente Võrumaa.

## Bevolking
De ontwikkeling van het aantal inwoners blijkt uit het volgende staatje:
| Jaar            | 2011 | 2017 | 2019 | 2021 |
| --------------- | ---- | ---- | ---- | ---- |
| Aantal inwoners | 23   | 16   | 15   | 14   |

## Ligging
De noordgrens van het dorp is de spoorlijn Valga - Petsjory, die in 2001 is gesloten voor reizigersvervoer. Tamme had geen station aan de lijn; de dichtstbijzijnde stations waren Lepassaare in het westen en Tuderna in het oosten. Langs de zuidgrens van het dorp loopt de rivier Piusa, die hier de grens vormt tussen de gemeenten Võru vald en Setomaa.

## Geschiedenis
Bij Tamme zijn resten gevonden van een nederzetting en een begraafplaats uit de tijd rond het begin van de jaartelling.
Tamme lag op het landgoed van Waldeck (Orava) en heette achtereenvolgens Thomas Hanns (1626), Thoma Hans Möller of Thomas Hans (1630), Tam Hans (1638), Jacob Tamme (1684) en Tammi (1688), een boerderij en watermolen. De watermolen bestaat nog, als ruïne. In 1820 werd de plaats onder de naam Tamme vermeld als dorp.
In 1977 werd het buurdorp Lehese bij Tamme gevoegd. Tussen 1977 en 1998 heette Tamme Saetamme.